# MC-LAG
MC-LAG, или группа агрегирования канала является типом группы агрегирования канала (LAG) с составляющими портами, которые завершаются на отдельном коммутаторе, прежде всего с целью обеспечения резервирования сети в случае, если один из коммутаторов отказывает. Отраслевой стандарт IEEE 802.1 AX-2008 для агрегирования каналов не ссылается на MC-LAG, но и не исключает его. Его реализация варьируется в зависимости от поставщика; в частности, протокол, существующий между коммутаторами, является частной собственностью.
В 2012 году IEEE создал стандартизированную альтернативу MC-LAG в IEEE 802.1 aq (мост кратчайшего пути).

## LAG
LAG является методом инверсного мультиплексирования по нескольким каналам локальных сетей, увеличивающим пропускную способность и избыточность. Это определено стандартом IEEE 802.1 AX-2008, в котором описано следующее: «агрегирование каналов позволяет одному или нескольким линкам быть объединенными вместе, для формирования группы каналов, таким образом, чтобы клиент MAC мог обработать её, как будто это было одиночное соединение.» Канальный уровень доступа достигается за счет использования LAG вместе с одним MAC-адресом для всех портов устройства в группе. LAG может быть настроен как статически, так и динамически. Динамическая задержка использует одноранговый протокол для управления, называемый протоколом управления агрегацией каналов (LACP). Этот протокол LACP также определен в стандарте 802.1 AX-2008.
LAG может быть реализован двумя способами. LAG N и LAG N+N. LAG N — это режим распределения нагрузки, стоящий между LAG и LAG N+N, который предоставляет пользователю ощущение ожидания.
Протокол LAG N динамически распределяет нагрузку трафика по рабочим каналам в пределах LAG. И таким образом максимизирует использование группы, обеспечивая улучшенную устойчивость и пропускную способность, в случае, если наблюдаются скачки скорости Ethernet-соединения.
Для другого типа устойчивости между 2 узлами полная реализация протокола LACP поддерживает отдельные рабочие / резервные подгруппы LAG. Для LAG N+N рабочие связи как группа будут переключаться на резервные, если одна или несколько либо же все связи в рабочей группе завершатся с ошибкой. Примечание: LACP помечает ссылки которые находятся в режиме ожидания с помощью флага «отсутствие синхронизации».

## MC-LAG
MC-LAG добавляет резервирование уровня узла к нормальному резервированию уровня канала, которое предоставляет LAG. Это позволяет двум или более узлам совместно использовать общую конечную точку LAG. Множественные узлы представляют одиночный логический LAG к удаленному концу. Обратите внимание, что реализации MC-LAG зависят от поставщика, но взаимодействующие коммутаторы остаются внешне совместимыми со стандартом IEEE 802.1 AX-2008. Узлы в кластере MC-LAG взаимодействуют для синхронизации и согласования автоматических переключений (аварийного переключения). Некоторые реализации могут поддерживать инициированные администратором (ручные) переключения.
Схема здесь показывает четыре конфигурации:
На этой иллюстрации можно увидеть сравнение функционалов LAG и MLAG

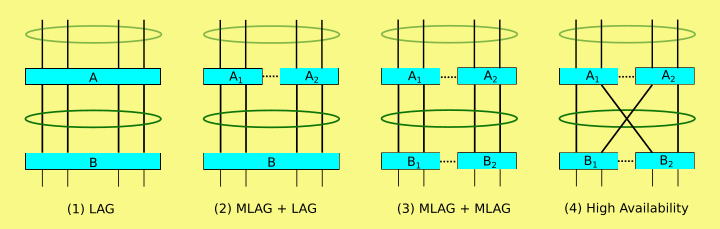
Сравнение функциональности LAG и MLAG (MC-LAG)

1. Коммутаторы A и B каждый настроены для группировки четырех дискретных каналов (как обозначено зеленым цветом) в одно логическое соединение с четырехкратной пропускной способностью. Стандартный протокол LACP гарантирует, что если какая-либо из ссылок выключится, трафик будет распределен среди остальных трех.
2. Коммутатор А заменен двумя коммутаторами A1 и A2. Они общаются между собой, используя собственный протокол, и таким образом могут маскироваться под один «виртуальный» коммутатор, выполняющий общий экземпляр LACP. Коммутатор B не знает, что это связано с несколькими группами.
3. Коммутатор B также заменен двумя: B1 и B2. Если эти коммутаторы от другого поставщика, они могут использовать другой собственный протокол между собой. Но" виртуальные " коммутаторы A и B все еще общаются с помощью LACP.
4. Пересечение двух связей, чтобы сформировать X, логически не имеет значения, как и пересечение связей в нормальном LAG. Тем не менее, физически он обеспечивает значительно улучшенную отказоустойчивость (высокая надежность). Если любой из коммутаторов отказывает, LACP реструктурирует пути всего за несколько секунд. Работа продолжается с путями, существующими между всеми источниками и назначениями, хотя и с ухудшенной пропускной способностью.

Конфигурация HA более совершенна в сравнении со связующим деревом. Нагрузка может быть разделена между всеми ссылками во время нормальной работы, тогда как связующее дерево должно отключить некоторые ссылки для предотвращения появления петель.

## Реализация протокола среди производителей
| Производитель                                           | Протокол реализации                                                                                                 |
| ------------------------------------------------------- | --- |
| Arista                                                  | MLAG |
| Aruba (бывший HP ProCurve)                              | Магистральное распределение в соответствии с Intelligent Resilient Framework. Технология кластеризации коммутаторов |
| Avaya                                                   | Распределенное разделение многоканальной магистрали                                                                 |
| Brocade                                                 | Multi-Chassis Trunking                                                                                              |
| Ciena                                                   | MC-LAG |
| Cisco Catalyst 6500 — VSS                               | Multichassis Etherchannel (MEC)                                                                                     |
| Cisco Catalyst 3750 (и подобные)                        | Cross-Stack EtherChannel                                                                                            |
| Cisco Nexus                                             | Virtual PortChannel (vPC), где PortChannel — обычный LAG                                                            |
| Cisco IOS-XR                                            | mLACP |
| Cumulus Networks                                        | MLAG (бывший CLAG)                                                                                                  |
| Dell Networking (бывший Force10 Networks, бывший nCore) | DNOS6.x Virtual Port Channel (vPC) or Virtual Link Trunking                                                         |
| EdgeCore Networks                                       | MLAG |
| Extreme Networks                                        | MLAG |
| Ericsson                                                | MC-LAG (Multi Chassis Link Aggregation Group)                                                                       |
| Fortinet                                                | MC-LAG (Multi Chassis Link Aggregation Group)                                                                       |
| HPE/Aruba                                               | Distributed trunking                                                                                                |
| Lenovo Networking (бывший IBM)                          | vLAG |
| Mellanox                                                | MLAG |
| NEC                                                     | MC-LAG (Openflow для стандартной сети)                                                                              |
| Nocsys                                                  | MLAG |
| Nokia (Бывший Alcatel-Lucent)                           | MC-LAG |
| Nortel                                                  | Split multi-link trunking                                                                                           |
| Nuage Networks / Nokia                                  | MC-LAG ; including MCS (Multi-chassis Sync)                                                                         |
| Juniper                                                 | MC-LAG |
| Plexxi                                                  | MLAG |
| H3C                                                     | Distributed Resilient Network Interconnect                                                                          |
| ZTE                                                     | MC-LAG |
| Huawei                                                  | M-LAG |
| NETGEAR                                                 | MLAG |
| ЭЛТЕКС                                                  | MLAG |